# (37851) 1998 DH26
1998 DH26 (asteroide 37851) é um asteroide da cintura principal. Possui uma excentricidade de 0.11850710 e uma inclinação de 1.78432º.
Este asteroide foi descoberto no dia 24 de fevereiro de 1998 por Spacewatch em Kitt Peak.